# The Record of Lodoss War
Record of Lodoss War (ロードス島戦記, Lodoss-tou Senki) é uma série de fantasia criada por Ryo Mizuno baseado no que ele originalmente criou para ser um jogo de RPG. Houve, desde então, várias adaptações para mangá, anime, e videogames. Os enredos geralmente seguem as regras do Dungeons & Dragons, baseados num grupo de personagens distintos que tomam para si missões específicas.

## Origens
Record of Lodoss War foi criado em 1986 pelo Group SNE  como um "replay" de  Dungeons & Dragons publicado em capítulos na revista japonesa Comptiq. Replays não são romances, mas transcrições das sessões de RPG, destinado a manter o interesse dos leitores e transmitir os acontecimentos das missões. Eles provaram ser muito populares, mesmo para aqueles que não jogam RPG, mas são os fãs de ficção (incluindo fantasia). Semelhante as light novels, muitos personagens e partidas de replays tornaram-se populares como personagens de anime. Um exemplo de tal natureza é a fêmea elfo Deedlit na Record of Lodoss War, que foi interpretado pelo escritor de ficção científica Hiroshi Yamamoto durante as sessões de RPG.
A popularidade dos replays de  Record of Lodoss War era tal que o Mestre de jogo, Ryo Mizuno começou a adaptar a história em romances a partir de 1988.
Quando a série de replays  se tornou uma trilogia, o Group SNE teve que abandonar as regras Dungeons & Dragons e criar seu próprio jogo, chamado Record of Lodoss War Companion e lançado em 1989. Todas as três partes da série de replays foram finalmente publicadas como livros pela Kadokawa Shoten de 1989 a 1991:
- RPG Replay Record of Lodoss War I (ＲＰＧリプレイ ロードス島戦記Ⅰ, Aru Pī Jī Ripurei Rōdosutō Senki Wan)-Grupo de Parn, republicado de acordo com as regras de  Record of Lodoss War Companion  e incorporando elementos da romantização

- RPG Replay Record of Lodoss War II (ＲＰＧリプレイ ロードス島戦記Ⅱ, Aru Pī Jī Ripurei Rōdosutō Senki Tū)-Grupo de Orson, republicado de acordo com as regras de  Record of Lodoss War Companion  e incorporando elementos da romantização

- RPG Replay Record of Lodoss War III (ＲＰＧリプレイ ロードス島戦記Ⅲ, Aru Pī Jī Ripurei Rōdosutō Senki Surī)-Grupo de Spark, republicado de acordo com as regras de  Record of Lodoss War Companion  e incorporando elementos da romantização

O último volume da romantização de Mizuno foi publicado pela Kadokawa Shoten em 1993, e seguido de duas coletâneas de contos, em 1995:
- erro em {{japonês}}: Texto em japonês ou romaji necessário (ajuda)
- Record of Lodoss War 1: The Grey Witch (ロードス島戦記 灰色の魔女, Rōdosutō Senki Haiiro no Majo)
- Record of Lodoss War 2: Blazing Devil (ロードス島戦記2 炎の魔神, Rōdosutō Senki Ni: Honō no Majin)
- Record of Lodoss War 3: The Demon Dragon of Fire Dragon Mountain (Part 1) (ロードス島戦記3 火竜山の魔竜(上), Rōdosutō Senki San: Karyū-zan no Maryū (Jō))
- Record of Lodoss War 4: The Demon Dragon of Fire Dragon Mountain (Part 2) (ロードス島戦記4 火竜山の魔竜(下), Rōdosutō Senki Yon: Karyū-zan no Maryū (Ge))
- Record of Lodoss War 5: The Kings' Holy War (ロードス島戦記5 王たちの聖戦, Rōdosutō Senki Go: Ōtachi no Seisen)
- Record of Lodoss War 6: The Holy Knights of Lodoss (Part 1) (ロードス島戦記6 ロードスの聖騎士(上), Rōdosutō Senki Roku: Rōdosu no Seikishi (Jō))
- Record of Lodoss War 7: The Holy Knights of Lodoss (Part 2) (ロードス島戦記7 ロードスの聖騎士(下), Rōdosutō Senki Shichi: Rōdosu no Seikishi (Ge))
- High Elf Forest: Deedlit Story (ハイエルフの森 ディードリット物語, Hai Erufu no Mori Dīdoritto Monogatari)
- The Black Knight (黒衣の騎士, Kokui no Kishi)

O primeiro volume constitui a base para os primeiros oito episódios da série de OVAs Record of Lodoss War, bem como a série de mangá, Record of Lodoss War: A  Cinza Witch. O segundo também foi adaptado em forma de mangá, e como um rádio drama de quatro CDs. Os últimos cinco episódios da série OVA são vagamente baseado na história contada através dos terceiro e quarto romances e, depois de ter pego com a romantização em curso naquele momento, apresentam um final original. A Record of Lodoss War: Chronicles da série Heroic Cavaleiro TV é uma mais fiel adaptação de volumes 3-7. A primeira coleção de contos foi adaptado para o Record of Lodoss War: Tale série de mangá de Deedlit.
Mizuno mais tarde escreveu duas novas séries de romances: uma prequela intitulado Legend of Lodoss (ロ ー ド ス 島 伝 説 Rōdosu-TO Densetsu?) (1994 a 2002) e uma sequela intitulada Record of Lodoss War Next Generation (新 ロ ー ド ス 島 戦 記 Shin Rōdosu -tō Senki) (1998 a 2006), o primeiro dos quais é a base para a série de mangá Record of Lodoss War: Deedlit's Tale.

## Enredo
Segundo a lenda, há muito tempo aconteceu uma terrível batalha no continente de Alecrast entre dois deuses poderosos, Pharis (Deus da Luz) e Falaris (Deus da Escuridão). Uma luta que parecia não ter fim, arrastando com eles outros deuses, até restarem apenas outras duas deusas que se enfrentaram em batalha: Kardis (Deusa da Destruição) e Marfa (Deusa da Criação). Kardis, que lutava com o deus da escuridão, foi derrotada e amaldiçoou Alecrast, mas para evitar que a maldição se alastrasse por todo o continente, a benevolente Marfa separou o pedaço amaldiçoado, transformando-a numa ilha, um continente isolado que se chamou "Lodoss".
Após algumas centenas de anos, em uma série chamada "A Dama de Pharis",  Kardis ressuscitou como uma "deusa-demônio" que vive em um labirinto, na pequena ilha de Marmo. Muitos perderam a vida em suas mãos, até que um grupo de aventureiros se une para derrotá-la, mas para alcançar a vitória, um é seduzido pela escuridão.
Nessa nova era, é chegada a hora em que um novo grupo de heróis deve se levantar para proteger a paz de Lodoss.

## Personagens Principais
- Parn, o guerreiro: um jovem de apenas 18 anos que resolve seguir o mesmo caminho trilhado pelo pai. Seu objetivo é ser um cavaleiro de Valis. Durante a série descobre-se que o pai de Parn, Tessius, era um Holy Knight (Cavaleiro Sagrado) que caiu em desonra. Despojado de seu título de nobreza, Tessius foi mandado à frente de batalha, o que causou sua morte.
- Etoh, o Clérigo:  amigo de infância de Parn. Fiel e companheiro, também age como mediador entre as brigas de Deedlit, a elfa e Ghim, o anão.
- Ghim: anão meio rabugento, mas de bom coração.Grande amigo de Slayn.
- Slayn: mago calmo e eficiente, mora na mesma vila de Parn e, como todos os outros personagens evolui muito no decorrer da série. No início, ele apenas usa magia para proteção mas, rumo ao final, seus poderes são realmente destruidores.
- Deedlit, a Elfa da Luz:' (High Elf, tem 160 anos, o que corresponde a mais ou menos 17 anos humanos), é extrovertida, segura, forte, responsável, mas muito ciumenta. Ela é totalmente apaixonada por Parn, tem sempre como objetivo "o combate", nasceu na Forest of No Return (Floresta Sem Retorno) e seus inimigos naturais são os elfos negros da ilha de Marmo.
- Woodchuck:'ladrão de 40 anos, foi salvo por Parn e acaba se juntando ao grupo por gratidão. Ele é cômico, desbocado e atrapalhado, mas sabe manejar como poucos as adagas que sempre carrega.
- Karla, a Bruxa Cinzenta: uma feiticeira misteriosa que ama profundamente Lodoss, mas acha que a ilha jamais deve ser unificada. Ela não está ajudando a lado algum, é a mediadora entre o bem e o mal.
- Ashram O Cavaleiro Negro: É o general dos exércitos de Beld e é um excelente guerreiro. Herda a espada de Beld e busca o Cetro da Dominação influênciado por Wagnard que diz "Quem domina o Cetro da Dominação domina Lodoss". Ele segue fielmente as ordens de Beld, e ao decorrer da série ele vai se mostrando não ser um cara ruim e sim apenas lutar pela causa de Beld e ganha destaque até o fim.
- Pirotess: Faz parte do exército de Beld, tornou-se fiel companheira de Ashram nas lutas que se seguem e acaba alimentando uma secreta paixão por ele. É maior dama dos elfos negros e suas habilidades podem ser comparadas as de Deedlit, porém, mais perigosas. Pirotess é a única que percebe a influência ruim de Wagnard no reino de Marmo e quando tenta alertar Ashram, mas já é tarde demais. Tem também um papel de destaque na série ao lado de Ashram e em termos de amor o relacionamento dela com Ashran se mostra mais evidente do que Parn e Deedlit. Ela também participa da Série Legend Of Crystania.

## Dublagem e Trilha sonora
Takeshi Kusao dublou Parn e, juntamente com ele, Yumi Touma completa o par romântico do anime, dublando Deedlit. A trilha sonora foi. "Adesso e Fortuna" (Honoo to Eien), o tema de abertura é: "Hoshi no Ame" e "Kaze no Fantajia" . Lodoss Tousenki foi todo baseado numa série de RPG´s (Role Playing Game) que acabou virando romance chamado "A Bruxa Cinzenta". Os OVA´s, predecessores da série de TV ("Chronicles Of The Heroic Knight") foram muito elogiados pela ação fantasia e romance.

## Episódios
Record of Lodoss War possui um total de 13 OVA's, lançados em 1990 e 1991 pelo estúdio Madhouse.
E deu origem a 27 episódios para a TV, os quais foram lançados no ano de 1998 pelo estúdio AIC.

## Home Video
No Brasil, Devir Livraria lançou uma edição em um box Digipak com todos os episódios divididos em 3 dvds.

## Mangá
A série rendeu diversas histórias que juntas, contribuíram para desenvolver a mitologia em torno de Lodoss Wars.

- A Bruxa Cinzenta (灰色の魔女, Haiiro no Majo) 3 volumes, arte de Yoshihiko Ochi
- The Demon of Flame (炎の魔神, Honō no Majin) 2 volumes, arte de Ayumi Saito
- A Dama de Pharis (ファリスの聖女, Farisu no Seijo) 2 volumes, arte de Akihiro Yamada
- Crônicas do Cavaleiro Heróico (英雄騎士伝, Eiyū Kishi-den) 6 volumes, arte de Masato Natsumoto
- Welcome to Lodoss Island (ようこそロードス島へ!, Yōkoso Rōdosu-tō e!) 3 volumes arte de Hyakuyashiki Rei
- A Lenda de Deedlit (ディードリット物語, Dīdoritto Monogatari) 2 volumes, arte de Setsuko Yoneyama
- Legend of Crystania (レジェンド・オブ・クリスタニア　はじまりの冒険者たち) 3 volumes, arte de Akira Himekawa

## Jogos
Em 12 de março de 2020, a PLAYISM e a Why So Serious lançaram, em acesso antecipado, o game Record of Lodoss War: Deedlit in the Labirinth para computadores, através da Steam.
- Record of Lodoss War (PC 98, MSX) 1988
- Record of Lodoss War - Fuku Zinduke (X68000) 1991.
- Record of Lodoss War - Haiiro No Majio (X68000/PC Engine) 1991/1992.
- Record of Lodoss War 2 - Goshiki No Maryu (X68000/PC Engine) 1992/1994.
- Record of Lodoss War (Sega/Mega-CD) 1994.
- Record of Lodoss War (Super Nintendo) 1995
- Record of Lodoss War: Eiyuu Kishiden (Game Boy Color) 1998
- Record of Lodoss War: Advent of Cardice (Dreamcast) 2000
- Record of Lodoss War: Successor of the Legend (Jogo de Navegador baseado em TCG) 2012
- Record of Lodoss War Online (PC MMORPG) 2016
- Record of Lodoss War: Deedlit in Wonder Labyrinth (PCs & Consoles) 2021